# Supercoupe de Biélorussie de football
La Supercoupe de Biélorussie de football (en biélorusse : Суперкубак Беларусі па футболе, Souperkoubak Biélaroussi pa Foutbolié) est un match annuel opposant le champion de Biélorussie et le vainqueur de la coupe de Biélorussie, ou le finaliste de cette dernière compétition si elle a également été remportée par le champion. Elle marque traditionnellement le lancement de la nouvelle saison.
Le tenant du titre est le Dinamo Minsk, vainqueur de l'édition 2025. Le BATE Borisov est l'équipe la plus titrée avec huit éditions remportées pour quatre défaites.

## Histoire
Une première Supercoupe biélorusse fait son apparition dès 1984 sous le nom de Coupe de la saison (en biélorusse : Кубак сезона), au sein de ce qui est alors la RSS de Biélorussie. Celle-ci se dispute en deux manches et concerne les vainqueurs du championnat et de la Coupe républicaine, excluant de fait les clubs biélorusses prenant part aux championnats nationaux soviétiques dont notamment le Dinamo Minsk. Ce tournoi connaît en tout neuf éditions jusqu'en 1992, dont trois remportées par le seul Spoutnik Minsk en 1989, 1990 et 1991,.
À la suite de l'indépendance du pays et de la réorganisation du championnat sous un format « automne-printemps » sur deux années, l'organisation d'une Supercoupe s'avère logistiquement plus difficile. Une dernière édition, semi-officielle, de la Coupe de la saison est malgré tout disputée en juillet 1994. Elle oppose le Dinamo Minsk, auteur du doublé Coupe-Championnat en 1993-1994, au Fandok Babrouïsk, finaliste de la Coupe, pour une victoire 5-3 des Minskois. Le tournoi disparaît définitivement par la suite,.
La Supercoupe sous sa forme actuelle connaît sa première édition en 2010, le BATE Borisov l'emportant à cette occasion face au Naftan Novopolotsk à l'issue de la séance des tirs au but. Dans les années qui suivent, la domination nationale du BATE lui permet de prendre part à la quasi-totalité des éditions de la compétition, qu'il remporte à sept reprises. L'édition 2020 est ainsi la seule en date pour laquelle le BATE ne se qualifie pas.

## Palmarès

### Bilan par édition
| Année | Vainqueur                                                                                    | Score             | Finaliste                                                          | Stade                          | Affluence |
| ----- | -------------------------------------------------------------------------------------------- | ----------------- | ------------------------------------------------------------------ | ------------------------------ | --------- |
| 2010  | BATE Borisov Champion de Biélorussie 2009                                                    | 0 – 0 (3 - 2 tab) | Naftan Novopolotsk Vainqueur de la Coupe de Biélorussie 2008-2009  | Football Manege (en), Minsk    | 1 500     |
| 2011  | BATE Borisov (2) Champion de Biélorussie 2010 Vainqueur de la Coupe de Biélorussie 2009-2010 | 3 – 0             | Torpedo Jodzina Finaliste de la Coupe de Biélorussie 2009-2010     | Football Manege (en), Minsk    | 1 600     |
| 2012  | FK Homiel Vainqueur de la Coupe de Biélorussie 2010-2011                                     | 2 – 0             | BATE Borisov Champion de Biélorussie 2011                          | Football Manege (en), Minsk    | 1 700     |
| 2013  | BATE Borisov (3) Champion de Biélorussie 2012                                                | 1 – 0             | Naftan Novopolotsk Vainqueur de la Coupe de Biélorussie 2011-2012  | Football Manege (en), Minsk    | 1 600     |
| 2014  | BATE Borisov (4) Champion de Biélorussie 2013                                                | 1 – 0             | FK Minsk Vainqueur de la Coupe de Biélorussie 2012-2013            | Football Manege (en), Minsk    | 1 650     |
| 2015  | BATE Borisov (5) Champion de Biélorussie 2014                                                | 0 – 0 (3 - 0 tab) | Chakhtior Salihorsk Vainqueur de la Coupe de Biélorussie 2013-2014 | Stade Volna, Pinsk             | 3 100     |
| 2016  | BATE Borisov (6) Champion de Biélorussie 2015 Vainqueur de la Coupe de Biélorussie 2014-2015 | 2 – 1             | Chakhtior Salihorsk Finaliste de la Coupe de Biélorussie 2014-2015 | Stade FK Minsk (en), Minsk     | 3 000     |
| 2017  | BATE Borisov (7) Champion de Biélorussie 2016                                                | 3 – 1             | Torpedo Jodzina Vainqueur de la Coupe de Biélorussie 2015-2016     | Stade FK Minsk (en), Minsk     | 2 550     |
| 2018  | Dinamo Brest Vainqueur de la Coupe de Biélorussie 2016-2017                                  | 2 – 1             | BATE Borisov Champion de Biélorussie 2017                          | Stade FK Minsk (en), Minsk     | 3 000     |
| 2019  | Dinamo Brest (2) Vainqueur de la Coupe de Biélorussie 2017-2018                              | 3 – 1             | BATE Borisov Champion de Biélorussie 2018                          | Stade FK Minsk (en), Minsk     | 3 000     |
| 2020  | Dinamo Brest (3) Champion de Biélorussie 2019                                                | 2 – 0             | Chakhtior Salihorsk Vainqueur de la Coupe de Biélorussie 2018-2019 | Stade FK Minsk (en), Minsk     | 3 000     |
| 2021  | Chakhtior Salihorsk Champion de Biélorussie 2020                                             | 0 – 0 (5 - 4 tab) | BATE Borisov Vainqueur de la Coupe de Biélorussie 2019-2020        | Stade FK Minsk (en), Minsk     | 1 500     |
| 2022  | BATE Borisov Vainqueur de la Coupe de Biélorussie 2020-2021                                  | 1 – 0             | Chakhtior Salihorsk Champion de Biélorussie 2021                   | Stade Dinamo-Iouni (en), Minsk | 2 591     |
| 2023  | Chakhtior Salihorsk Champion de Biélorussie 2022                                             | 1 – 0             | FK Homiel Vainqueur de la Coupe de Biélorussie 2021-2022           | Stade Dinamo-Iouni (en), Minsk | 2 950     |
| 2024  | Torpedo Jodzina Vainqueur de la Coupe de Biélorussie 2022-2023                               | 0 – 0 (4 - 3 tab) | Dinamo Minsk Champion de Biélorussie 2023                          | Stade Chaktior (en), Salihorsk | 1 911     |
| 2024  | Dinamo Minsk Champion de Biélorussie 2024                                                    | 1 – 0             | FK Nioman Hrodna Vainqueur de la Coupe de Biélorussie 2023-2024    | FK Minsk Stadium (en), Minsk   | 2 711     |

### Bilan par club
| Club                | Victoire(s) | Défaite(s) | Édition(s) remportée(s)                        |
| ------------------- | ----------- | ---------- | ---------------------------------------------- |
| BATE Borisov        | 8           | 4          | 2010, 2011, 2013, 2014, 2015, 2016, 2017, 2021 |
| Dinamo Brest        | 3           | -          | 2018, 2019, 2020                               |
| Chakhtior Salihorsk | 2           | 4          | 2021, 2023                                     |
| Torpedo Jodzina     | 1           | 2          | 2024                                           |
| Dinamo Minsk        | 1           | 1          | 2025                                           |
| FK Homiel           | 1           | 1          | 2012                                           |
| Naftan Novopolotsk  | -           | 2          |                                                |
| FK Minsk            | -           | 1          |                                                |
| FK Nioman Hrodna    | -           | 1          |                                                |